# A Perfect Spy
A Perfect Spy (Um Espião Perfeito)  é um romance de espionagem de John le Carré publicado em 17 de Março de 1986, que aborda a dissolução mental e moral de um agente secreto de alto nível.

## Enredo
Um Espião Perfeito é a história da vida de Magnus Pym, um oficial de inteligência britânico e um agente duplo. Depois de assistir ao funeral de seu pai, Pym desaparece misteriosamente. Enquanto os seus colegas procuram freneticamente por ele, fica claro que, durante a maior parte de sua carreira, Magnus trabalhou como espião para o serviço secreto checoslovaco. Embora a intriga, a inteligência e o suspense constituam grande parte da novela, a história de Magnus Pym é, em parte, uma lembrança sem adornos de sua infância e memórias de seu pai, Rick Pym.
A narrativa não-linear corta de um lado para o outro, entre a actual homenagem de Pym (conduzida por seu mentor, chefe e amiga de longa data, Jack Brotherhood), e as reminiscências de sua primeira pessoa em sua vida como escondidas, ele escreve um livro de memórias explicando à sua família e amigos o porquê de ter traído o seu país. Ele incorpora flashbacks para a infância de Pym com seu pai, o carismático e empreendedor carismático, Rick; aos primeiros anos na escola e na universidade; as suas muitas aventuras amorosas, à sua introdução aos segredos de espionagem e de estado; e a seus encontros com um amigo de longa data e espião checo Axel. Os retratos revelam Pym como um homem que durante tanto tempo manipulou sua aparência para os mais próximos a ele que, no final, ele era incapaz de segurar a pessoa em conflito dentro dele. 

## Adaptação
O romance foi adaptado para a televisão com o mesmo nome, numa produção da BBC. Dirigida por Peter Smith, a série de 7 episódios foi exibida na BBC Two no Reino Unido, de 4 de Novembro a 16 de Dezembro de 1987, com Peter Egan como protagonista.

## Ligações exteriores
- John le Carre discusses A Perfect Spy